# Campeonato Mundial de Lucha de 1990
El XLII Campeonato Mundial de Lucha se realizó en tres sedes diferentes: la lucha grecorromana en Ostia (Italia) entre el 19 y el 20 de octubre, la lucha libre masculina en Tokio (Japón) entre el 6 y el 9 de septiembre y la lucha libre femenina en Luleå (Suecia) entre el 29 de junio y el 1 de julio de 1990. Fue organizado por la Federación Internacional de Luchas Asociadas (FILA) y las correspondientes federaciones nacionales de los países sedes respectivos.

## Resultados

### Lucha grecorromana masculina
| Evento | Oro                            | Plata                          | Bronce                      |
| ------ | ------------------------------ | ------------------------------ | --------------------------- |
| 48 kg  | Oleg Kucherenko URSS           | Raiko Marinov Bulgaria         | Yasuichi Ebina Japón        |
| 52 kg  | Alexandr Ignatenko URSS        | An Han-Bong Corea del Sur      | Bratan Tsenov Bulgaria      |
| 57 kg  | Rıfat Yıldız · Alemania        | Alexandr Shestakov URSS        | Patrice Mourier Francia     |
| 62 kg  | Mario Olivera Hernández · Cuba | Guennadi Atmakin URSS          | Ryszard Wolny · Polonia     |
| 68 kg  | Islam Duguchiyev URSS          | Jannis Zamanduridis · Alemania | Attila Repka · Hungría      |
| 74 kg  | Mnatsakan Iskandarian URSS     | Dobri Ivanov Bulgaria          | Željko Trajković Yugoslavia |
| 82 kg  | Péter Farkas · Hungría         | Mijail Mamiashvili URSS        | Goran Kasum Yugoslavia      |
| 90 kg  | Maik Bullmann · Alemania       | Harri Koskela · Finlandia      | Viacheslav Olinyk URSS      |
| 100 kg | Serguei Demiashkevich URSS     | Sándor Major · Hungría         | Dušan Masár Checoslovaquia  |
| 130 kg | Alexandr Karelin URSS          | Tomas Johansson · Suecia       | Ranguel Guerovski Bulgaria  |

### Lucha libre masculina
| Evento | Oro                             | Plata                               | Bronce                        |
| ------ | ------------------------------- | ----------------------------------- | ----------------------------- |
| 48 kg  | Aldo Martínez Echevarria · Cuba | Marian Nedkov Bulgaria              | Takashi Kobayashi Japón       |
| 52 kg  | Mayid Torkan Irán               | Valentin Yordanov Bulgaria          | Aslan Agayev URSS             |
| 57 kg  | Alejandro Puerto Díaz · Cuba    | Rumen Pavlov Bulgaria               | Serguei Smal URSS             |
| 62 kg  | John Smith Estados Unidos       | Rosen Vasilev Bulgaria              | Gadzhi Rashidov URSS          |
| 68 kg  | Arsen Fadzayev URSS             | Yeoryos Athanasiadis · Grecia       | Jesús Rodríguez Garzón · Cuba |
| 74 kg  | Rajmat Sofiadi Bulgaria         | Nazyr Gadzhijanov URSS              | Amir Reza Jadem Irán          |
| 82 kg  | Jozef Lohyňa Checoslovaquia     | Royce Alger Estados Unidos          | Puntsaguiin Süjbat Mongolia   |
| 90 kg  | Majarbek Jadartsev URSS         | Christopher Campbell Estados Unidos | Mohamad Hasan Mohebi Irán     |
| 100 kg | Leri Jabelov URSS               | Stoyan Nenchev Bulgaria             | Kirk Trost Estados Unidos     |
| 130 kg | Davit Gobedzhishvili URSS       | Bruce Baumgartner Estados Unidos    | Hayri Sezgin Turquía          |

### Lucha libre femenina
| Evento | Oro                           | Plata                             | Bronce                             |
| ------ | ----------------------------- | --------------------------------- | ---------------------------------- |
| 44 kg  | Shoko Yoshimura Japón         | Marie Ziegler Estados Unidos      | Chen Huei-Hsiang China Taipéi      |
| 47 kg  | Åsa Pedersen · Suecia         | Afsoon Roshanzamir Estados Unidos | Huang Yu-Hsin China Taipéi         |
| 50 kg  | Martine Poupon Francia        | Helena Honkamaa · Suecia          | Trine Bentzen · Noruega            |
| 53 kg  | Sylvie van Gucht Francia      | Yoshiko Endo Japón                | Lotte Søvre · Noruega              |
| 57 kg  | Gudrun Annette Høie · Noruega | Olga Lugo Guardia Venezuela       | Ryoko Sakae Japón                  |
| 61 kg  | Brigitte Siffert Francia      | Kimie Hoshikawa Japón             | Ine Barlie · Noruega               |
| 65 kg  | Akiko Iijima Japón            | Ling Wu-Mei China Taipéi          | Line Johansen · Noruega            |
| 70 kg  | Rika Iwama Japón              | Emmanuelle Blind Francia          | Laura Alejandra Martínez Argentina |
| 75 kg  | Yayoi Urano Japón             | Ma Su-Hui China Taipéi            | Eleni Mitzifrí · Grecia            |

## Medallero
| Núm. | País           | Oro | Plata | Bronce | Total |
| ---- | -------------- | --- | ----- | ------ | ----- |
| 1    | URSS           | 10  | 4     | 4      | 18    |
| 2    | Japón          | 4   | 2     | 3      | 9     |
| 3    | Francia        | 3   | 1     | 1      | 5     |
| 4    | Cuba           | 3   | 0     | 1      | 4     |
| 5    | Alemania       | 2   | 1     | 0      | 3     |
| 6    | Bulgaria       | 1   | 7     | 2      | 10    |
| 7    | Estados Unidos | 1   | 5     | 1      | 7     |
| 8    | Suecia         | 1   | 2     | 0      | 3     |
| 9    | Hungría        | 1   | 1     | 1      | 3     |
| 10   | Noruega        | 1   | 0     | 4      | 5     |
| 11   | Irán           | 1   | 0     | 2      | 3     |
| 12   | Checoslovaquia | 1   | 0     | 1      | 2     |
| 13   | China Taipéi   | 0   | 2     | 2      | 4     |
| 14   | Grecia         | 0   | 1     | 1      | 2     |
| 15   | Corea del Sur  | 0   | 1     | 0      | 1     |
| 15   | Finlandia      | 0   | 1     | 0      | 1     |
| 15   | Venezuela      | 0   | 1     | 0      | 1     |
| 18   | Yugoslavia     | 0   | 0     | 2      | 2     |
| 19   | Argentina      | 0   | 0     | 1      | 1     |
| 19   | Mongolia       | 0   | 0     | 1      | 1     |
| 19   | Polonia        | 0   | 0     | 1      | 1     |
| 19   | Turquía        | 0   | 0     | 1      | 1     |
|      | TOTAL          | 29  | 29    | 29     | 87    |